# Phạm Thị Loan
Phạm Thị Loan (ur. 4 października 1992) – wietnamska zapaśniczka w stylu wolnym. Jedenasta w mistrzostwach świata w 2013. Ósma na igrzyskach azjatyckich w 2014.
Zajęła piąte miejsce w mistrzostwach Azji w 2012, 2013 i 2015 roku. Złota medalistka igrzysk Azji Południowo-Wschodniej w 2013. Brązowy medal na mistrzostwach Azji juniorów w 2011 roku.